# Heimweh auf großer Fahrt
Heimweh auf großer Fahrt ist das erste Extended-Play-Album des österreichischen Schlagersängers Freddy Quinn, das im November 1956 im Musiklabel Polydor (Nummer 20 217 EPH) erschien.

## Plattencover
Auf dem Plattencover ist in einfachen Farbschattierungen ein Segelschiff, das Meer darunter und der Himmel darüber zu sehen.

## Musik
Heimweh ist eine von Ralf Arnie (Pseudonym: Dieter Rasch) und Ernst Bader geschriebene deutsche Übersetzung des im Original englischen Songs Memories Are Made of This, das 1955 von Frank Miller, Richard Dehr und Terry Gilkyson geschrieben und von Mindy Carson, Ray Conniff’s Orchestra und The Columbians veröffentlicht wurde.
Sie hieß Mary-Ann wurde 1947 unter dem englischen Titel Sixteen Tons von Merle Travis geschrieben und veröffentlicht. Die deutsche Version stammt von Peter Moesser.
Bei den Liedern Rosalie und So geht das jede Nacht ist Freddy Quinn der Originalinterpret, das erste Lied wurde Günter Lex, Hans Henderlein und Horst Wende geschrieben und das zweite von Horst Wende, Lotar Olias und Peter Moesser.

## Singleauskopplungen
Mit den drei Singles Heimweh / Rosalie, Rosalie / So geht das jede Nacht und Sie hieß Mary-Ann / Heimweh wurden alle vier Stücke 1956 als Single veröffentlicht.
Heimweh ist der größte Hit Quinns und mit geschätzt acht Millionen Verkäufen der Hit des Jahres 1956 sowie einer der meistverkauften Schlager. Von Juni bis Oktober 1956 war die Single auf Platz eins der deutschen Charts, insgesamt war das Lied 52 Wochen in den Charts vertreten.
Rosalie war acht Wochen in den deutschen Charts vertreten und erreichte Platz zwei.
So geht das jede Nacht war neben Im Wartesaal zum großen Glück von Walter Andreas Schwarz einer der beiden deutschen Beiträge zum Eurovision Song Contest 1956, der ersten Ausrichtung dieses Wettbewerbs. Da vom ersten Bewerb nur der Siegtitel – Refrain von Lys Assia – veröffentlicht wurde, ist die Platzierung von Quinns Lied nicht bekannt. In den deutschen Charts kam dieses Lied auf Platz 19.

## Titelliste
Das Album beinhaltet folgende vier Titel:
- Seite 1

1. Heimweh
2. Sie hieß Mary-Ann

- Seite 2

1. Rosalie
2. So geht das jede Nacht

## Weitere Veröffentlichungen
Im selben Jahr wurde das Album unter dem Titel Nostalgia En Alta Mar von Freddy Quinn mit den englischen Titeln Memories Are Made Of This (=Heimweh) und Sixteen Tons (=Sie hieß Mary-Ann) sowie dem spanischen Titel Así Todas Las Noches (=So geht das jede Nacht) veröffentlicht, die Lieder selbst wurden jedoch auf Deutsch gesungen. Das Albumcover war anders gestaltet.